# Proteus (revija)
Proteus je slovenska poljudnoznanstvena revija s področja naravoslovja, ki jo izdaja Prirodoslovno društvo Slovenije (PDS). Izhaja od leta 1933 in je najstarejša tovrstna revija v Sloveniji, obenem pa s skupno več kot 20.333 stranmi tudi največja slovenska naravoslovna enciklopedija. Ime je dobila po človeški ribici (znanstveno ime Proteus anguinus), simbolu slovenske naravne dediščine. Trenutni odgovorni urednik je Radovan Komel, glavni urednik pa Tomaž Sajovic.
Glavni pobudnik revije, ki je začela izhajati leta 1933 pri Muzejskem društvu za Slovenijo, je bil naravoslovec Pavel Grošelj, ki je bil tudi njen prvi urednik. Revija je ves čas od nastanka izhajala neprekinjeno, razen štiri leta med drugo svetovno vojno, ko je Osvobodilna fronta razglasila kulturni molk.

### Uredniki
Dosedanji uredniki revije Proteus:
- Pavel Grošelj
- Lavo Čermelj
- Anton Peterlin
- Alija Košir
- Anton Ramovš
- France Adamič
- Tone Wraber
- Matija Gogala
- Ivan Kreft
- Stane Peterlin
- Samo Ribarič
- Janja Benedik
- Matjaž Mastnak
- Sašo Dolenc
- Tomaž Sajovic